# Fishtank (terza edizione)
La terza edizione del reality show Fishtank è andata in onda in diretta dal sito web fishtank.live dal 27 ottobre 2024 al 7 dicembre 2024.
Il programma prevedeva di rinchiudere in una casa per 6 settimane un gruppo di 12 concorrenti sconosciuti tra loro, che durante il periodo pattuito si sarebbero cimentati in delle sfide ad eliminazione a intervalli regolari, fino ad arrivare ad avere un vincitore, che avrebbe portato a casa un premio in denaro. Per questa edizione, l'obiettivo era quello di selezionare partecipanti che non avessero familiarità con lo show. Inizialmente, vennero ingannati con il falso reality "Famous House", presentato come un tipico reality show. Successivamente, si procedette gradualmente alla transizione verso "Fishtank", aumentando progressivamente gli elementi di follia e stranezze.
Nell'ultima settimana dello show, il format è cambiato radicalmente. I concorrenti sono passati dalla casa a un camper, intraprendendo un viaggio di due giorni per raggiungere Las Vegas. La stagione si è conclusa lì, dopo una serie di attività, con la vittoria di Burt.

## Concorrenti

### Fish
I dodici concorrenti principali della terza edizione di Fishtank, noti come "fish", sono stati selezionati tra persone mediamente più adulte rispetto alle edizioni precedenti. Non sono famosi, ma vantano personalità intriganti e peculiari, scelte per creare uno spettacolo più avvincente per gli spettatori. In questa edizione, il sito non ha rivelato dettagli sull'età e la provenienza dei concorrenti, mantenendo un alone di mistero che aumenta il desiderio di conoscerli attraverso i loro dialoghi e comportamenti durante il programma.
| Nome   | Età   | Sesso   | Luogo di provenienza      | Stato                         |
| ------ | ----- | ------- | ------------------------- | ----------------------------- |
| Burt   | 35-36 | Maschio | New Jersey, Stati Uniti   | Vincitore                     |
| Binx   | 32    | Femmina | Florida, Stati Uniti      | Eliminata il 7 dicembre 2024  |
| Payton | 19-20 | Femmina | Texas, Stati Uniti        | Eliminata il 1 dicembre 2024  |
| Simbal | 31    | Maschio | New York, Stati Uniti     | Eliminato il 25 novembre 2024 |
| Mizzy  | 29    | Femmina | Los Angeles, Stati Uniti  | Eliminata il 22 novembre 2024 |
| Alex B | 38    | Maschio | Kentucky, Stati Uniti     | Eliminato il 17 novembre 2024 |
| La'Ron | 27    | Maschio | Illinois, Stati Uniti     | Eliminato il 9 novembre 2024  |
| Alexis | 28    | Femmina | Pennsylvania, Stati Uniti | Eliminata il 9 novembre 2024  |
| Smaack | 32    | Femmina | California, Stati Uniti   | Eliminata il 8 novembre 2024  |
| Ted    | 29    | Maschio | Pennsylvania, Stati Uniti | Eliminato il 4 novembre 2024  |
| Ian    | 28    | Maschio | California, Stati Uniti   | Eliminato il 2 novembre 2024  |
| Luke   | 31    | Maschio | Florida, Stati Uniti      | Eliminato il 31 ottobre 2024  |

### Famous Stars
Il 24 novembre 2024, dopo che ai "fish" è stata rivelata la vera natura del reality, sono stati introdotti 12 nuovi concorrenti, convinti di partecipare a Famous House. Questo ha creato una situazione simile a quella inizialmente vissuta dal cast originale, con la differenza che stavolta i fish originali rimasti erano a conoscenza della verità e agivano come "plant", seguendo il gioco della produzione con il nuovo cast. Il progetto non è durato a lungo però, infatti solamente tre giorni dopo tutti i nuovi concorrenti sono stati eliminati.
| Nome     | Età | Sesso   | Luogo di provenienza        | Stato                                    |
| -------- | --- | ------- | --------------------------- | ---------------------------------------- |
| Chris    | 27  | Maschio | Michigan, Stati Uniti       | Diventato freeloader il 27 novembre 2024 |
| Luke*    | 31  | Maschio | Florida, Stati Uniti        | Diventato freeloader il 27 novembre 2024 |
| Kawan    | 22  | Maschio | Texas, Stati Uniti          | Eliminato il 27 novembre 2024            |
| Kevin    | 28  | Maschio | Utah, Stati Uniti           | Eliminato il 27 novembre 2024            |
| Lily     | ?   | Femmina | ?                           | Eliminata il 27 novembre 2024            |
| Tony     | 30  | Maschio | New York, Stati Uniti       | Eliminato il 27 novembre 2024            |
| Star     | ?   | Femmina | Connecticut, Stati Uniti    | Eliminata il 27 novembre 2024            |
| Sky      | ?   | Femmina | ?                           | Eliminata il 27 novembre 2024            |
| Turbo    | ?   | Femmina | Nevada, Stati Uniti         | Eliminata il 27 novembre 2024            |
| Alyssa   | 30  | Femmina | Texas, Stati Uniti          | Eliminata il 26 novembre 2024            |
| Alex B** | ?   | Femmina | ?                           | Eliminata il 25 novembre 2024            |
| Breezy   | 31  | Femmina | North Carolina, Stati Uniti | Eliminata il 25 novembre 2024            |
| Gianna   | 20  | Femmina | New York, Stati Uniti       | Eliminata il 25 novembre 2024            |
| Brandon  | 37  | Maschio | South Carolina, Stati Uniti | Eliminato il 24 novembre 2024            |
| Braden   | 24  | Maschio | Georgia, Stati Uniti        | Eliminato il 24 novembre 2024            |

* Luke è ritornato come concorrente di "Famous House 2" dopo essere stato eliminato dal cast originale
** La concorrente "Alex B" di "Famous House 2" è una persona diversa dal concorrente originale dallo stesso nome

### Freeloaders
Durante il programma, sono stati introdotti degli ulteriori personaggi (chiamati "Freeloaders") nella casa. Non possono partecipare nella competizione per il premio finale in denaro, ma possono interagire con i fish e partecipare ad alcune sfide. La maggior parte dei freeloaders sono personaggi inediti oppure noti sul web, mentre altri sono ex concorrenti che dopo l'uscita dalla casa sono ritornati con un nuovo ruolo.
| Nome         | Età   | Sesso   | Luogo di provenienza       |
| ------------ | ----- | ------- | -------------------------- |
| Connor       | ?     | Maschio | ?                          |
| Jobe         | ?     | Maschio | ?                          |
| Wyatt        | 32    | Maschio | Pennsylvania, Stati Uniti  |
| Jean         | ?     | Femmina | Rhode Island, Stati Uniti  |
| Jeff         | 37    | Maschio | Massachussets, Stati Uniti |
| Frank        | 35    | Maschio | Texas, Stati Uniti         |
| Nifty        | 32-33 | Femmina | Massachussets, Stati Uniti |
| Ian          | 28    | Maschio | California, Stati Uniti    |
| Alex Diamond | 38    | Maschio | Texas, Stati Uniti         |
| Mule         | ?     | ?       | Stickermule.com            |
| Luke         | 31    | Maschio | Florida, Stati Uniti       |
| Chris        | 27    | Maschio | Michigan, Stati Uniti      |
| Mizzy        | 29    | Femmina | Los Angeles, Stati Uniti   |